# Donda Chant
«Donda Chant» — песня американского рэпера Канье Уэста с его десятого студийного альбома Donda (2021). В треке содержится вокал от Сайлины Джонсон. Музыкальное видео на песню было выпущено Уэстом в Instagram 18 сентября 2021 года.

## История
15 июля 2021 года Сайлина Джонсон вылетела в Сан-Франциско, чтобы записаться для Donda. Уэст сказал ей, что «хочет, чтобы на альбоме был какой-то исцеляющий компонент», после чего Джонсон предположила, что согласные звуки в слове «Donda» звучит как «медитативное пение». Затем она записала вокал, повторяя «Donda» в разных каденциях и ритмах. Певица сказала, что понятия не имела, что Уэст будет использовать трек в таком виде, в котором он представлен на альбоме. Джонсон неоднократно повторяет «Donda» на протяжении 52 секунды, не делая пауз, имитируя звук замирающего сердцебиения. Она произносит слово 60 раз без ритма или мелодии.

## Музыкальное видео
18 сентября 2021 года Уэст поделился музыкальным видео эксклюзивно в своём Instagram. Клип был снят британским фэшн-фотографом Ником Найтом, который также снял визуальный ряд для трека «24». Он выполнен в чёрно-белом цвете и имеет продолжительность в 61 секунду. На кадрах показана копия дома детства Уэста. На копию дома проецируются вспышки фотографий, на которых изображена Донда, изображённая как ребёнком, так и взрослой. Также показаны фотографии Уэста в младенчестве.

## Отзывы
New York Post назвали «Donda Chant» худшей песней 2021 года.

## Участники записи
Информация из Tidal.
- Сайлина Джонсон - вокал
- Irko - инженеринг
- Алехандро Родригез-Доусон - инженеринг
- Уилл Чейсон - инженеринг

## Чарты
| Чарт (2021)      | Высшая позиция |
| ---------------- | -------------- |
| Австралия (ARIA) | 57             |
| Португалия (AFP) | 112            |